# Teemu Tainio
Teemu Tainio (Tornio, 27 de novembro de 1979) é um ex-futebolista finlandês que atua em várias posições, como a de volante, armador ou ala. Conhecido pelo espírito aguerrido e forte pegada, sofria constantemente com contusões ao longo de sua carreira. Seu último clube foi o HJK Helsinki

## Carreira em Clubes

### Carreira de Base
Tainio foi promovido à equipe principal do TP-47, clube de sua cidade natal, então disputando a Kakkonen, como é conhecida a terceira divisão do futebol finlandês, com apenas 14 anos de idade. Foi contratado pelo FC Haka para a temporada de 1996 da Veikkausliiga. Em 1997, Tainio transferiu-se para o AJ Auxerre, onde permaneceu durante oito anos, conquistando a Copa da França duas vezes, bem como adqiriu experiência na UEFA Champions League. Entretanto, nesta mesma época, foi afetado  pelas contusões, que também motivaram sua transferência a uma equipe mais competitiva. 

### Tottenham Hotspur
Com o contrato com o Auxerre terminado em 2005, Tainio adquiriu o passe livre. Em Janeiro de 2005, transfere-se para o Tottenham Hotspur, onde assina um contrato de quatro anos no verão de 2005. Tainio começou imediatamente a cair nas graças da torcida e o treinador Martin Jol o escalou como titular para jogos da pré-temporada, e teve uma sequência regular de jogos pelos Spurs em sua primeira temporada, jogando em diferentes posições do meio-campo. 
Fez seu primeiro gol pelo clube em Dezembro de 2005 contra o Newcastle United durante jogo da Premiership ocorrido no estádio White Hart Lane. Tainio foi um dos dez jogadores dos Spurs que devido a uma intoxicação alimentar desfalcaram o time na noite do dia 6 de Maio de 2006 antes do importante jogo final contra o West Ham. Os Spurs perderam o jogo e a chance por uma vaga na Liga dos Campeões da UEFA. 
Tainio fez seu segundo gol pelo clube em 9 de Dezembro de 2006, o terceiro da goleada de 5 a 1 em casa sobre o Charlton Athletic. Seu terceiro gol foi no jogo contra o West Ham, empatando-o em 2 a 2, ocorrido no dia 4 de Março de 2007. Ao substitur de maneira brilhante a Aaron Lennon, Tainio mudou o rumo da partida e os Spurs venceram o jogo por 4 a 3. O passado de poucas aparições como titular ficou para trás; um sinal de mais qualidade o tornou peça-chave do meio-campo do time.
Em 12 de Abril de 2007, Tainio jogou improvisado na lateral direita durante jogo da Copa da UEFA contra o Sevilla.

### Sunderland F.C
Em 2008 Tainio transferiu-se para o Sunderland, a fim de disputar a temporada 2008/09 da Premier League.

### Birmingham City
No Verão de 2009 muda novamente de ares, desta vez para a equipe do Birmingham City, emprestado pelo Sunderland.

### Ajax
No mesmo dia em que foi dispensado pelo Sunderland, após o término de seu contrato, Tainio assinou por um ano com o Ajax, onde reencontrou seu antigo treinador do Tottenham, Martin Jol . A sua estreia pelo time de Amsterdã foi em 11 de setembro de 2010, entrando nos cinco minutos finais da vitória por 2 a 0 sobre o Willem II, no lugar de Demy de Zeeuw.

### New York Red Bulls
Após cinco partidas oficiais pela equipe de Amsterdã, Tainio transferiu-se para o New York Red Bulls, com a finalidade de disputar a temporada 2011 da Major League Soccer.

### HJK Helsinki
Retornou ao seu país de origem para jogar no HJK Helsinki e disputar a  Veikkausliiga que corresponde a primeira divisão de futebol na Finlândia..

## Carreira na seleção

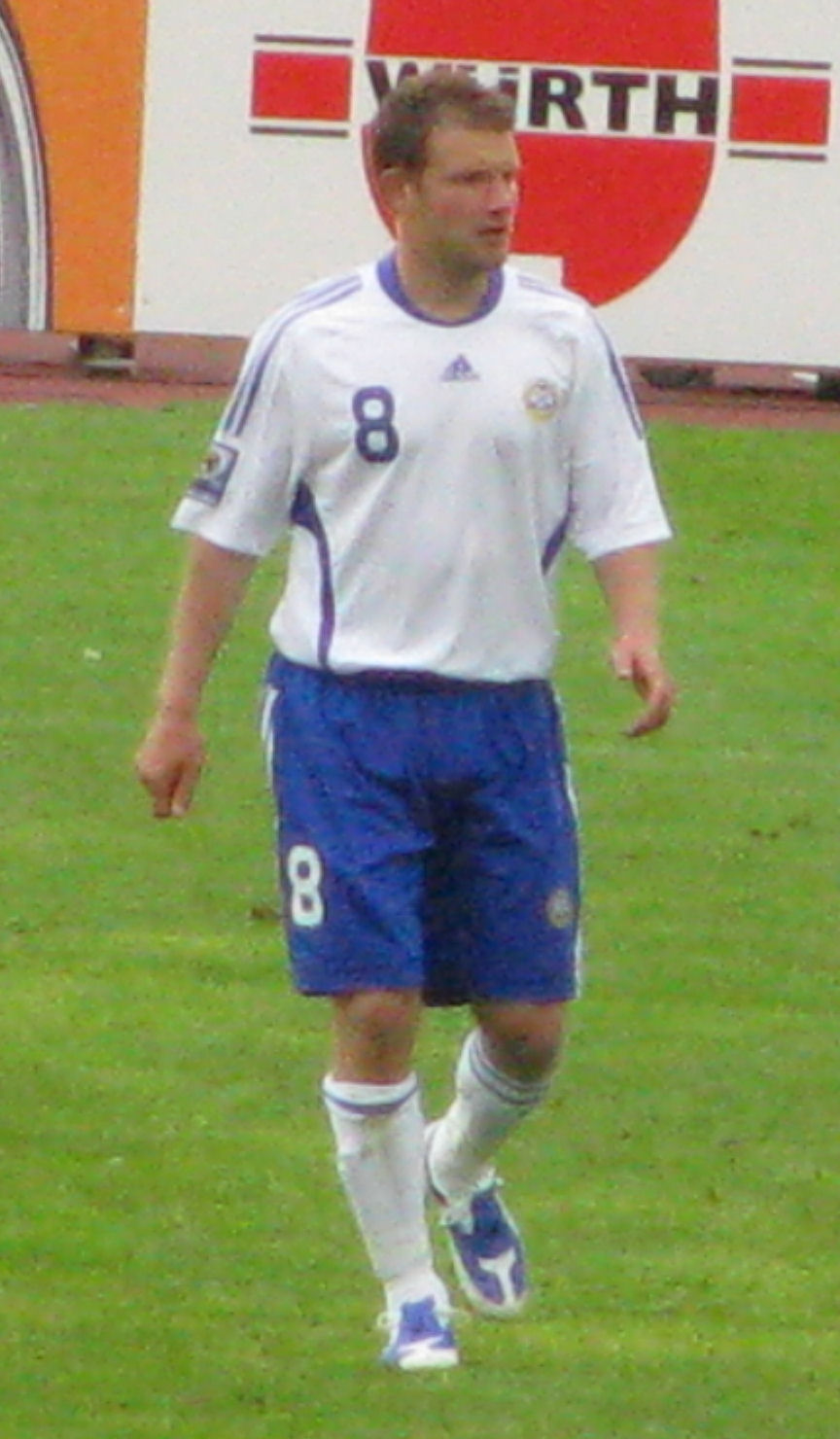
Teemu Tainio

Tainio fez sua estreia pela Seleção Finlandesa em 5 de fevereiro de 1998 contra o Chipre, e tem sido convocado regularmente depois de 2000. A mídia especializada nos últimos tempos tem considerado Tainio talvez o maior jogador finlandês depois de Jari Litmanen, frequentemente citado como provável futuro capitão da seleção. Infelizmente, os problemas de Tainio com contusões tem sido a causa de inúmeras ausências em importantes jogos do seu país. Em 2011, Tainio anunciou a sua aposentadoria da seleção Finlandesa, em virtude dos voos prolongados entre Nova Iorque e Helsinqui, bem  como a circusntância de as duas cidades estarem separadas por diversos fusos horários.

## Títulos
- Copa da Finlândia: 1997 com FC Haka.
- Copa da França: 2002-03, 2004-05 com Auxerre.

1. ↑  «Ajax contracteert Teemu Tainio». Consultado em 2 de outubro de 2010. Arquivado do original em 3 de setembro de 2010